# Anthony Shepherd
Anthony Shepherd (Kendal, ca. 1721 — Londres, 15 de junho de 1796) foi um astrônomo britânico.
Foi Professor Plumiano de Astronomia e Filosofia Experimental na Universidade de Cambridge, de 1760 a 1796. Publicou tabelas astronômicas, e foi amigo de James Cook, que batizou as Ilhas Shepherd em sua homenagem.

## Biografia
Nasceu em Kendal, Westmorland, sendo o filho amis velho de Arthur Shepherd. Após frequentar a escola em Kendal, foi admitido para o St John's College (Cambridge) em 27 de junho de 1740, com 19 anos de idade. Obteve o Bachelor of Arts em 1744 e um Master of Arts do Christ's College (Cambridge) em 1747. Recebeu um Bachelor of Divinity em 1761 e um Doctor of Divinity em 1766.
Morreu solteiro em sua casa na Dean Street, Soho, Londres, em 15 de junho de 1796.

## Alunos destacados
- William Paley